# ديسكوغرافيا ديمي لوفاتو
قدمت المغنية الأمريكية ديمي لوفاتو خلال مسيرتها الفنية المنطلقة منذ سنة 2002 إلى الآن أربعة ألبومات استوديو، أسطوانتين مطولتين وخمسين أغنية بين الفردي والمشترك. في عالم التجسيد، بدأت ديمي العمل من خلال مسلسل قناة ديزني الموسيقي الأول كامب روك الذي ظهر للنور بتاريخ 20 يونيو 2008.
الأغينة المشتركة بين ديمي وجو جوناس، «هذه أنا» اختيرت كأغنية فيلم رقم 9 خلال تصنيف بيلبورد هوت 100 الخاص بمجلة بيلبورد.

## الألبومات

### ألبومات الاستوديو
| العنوان                                      | تفاصيل عن الألبوم                                     | مواقع بلوغ الذروة | مواقع بلوغ الذروة | مواقع بلوغ الذروة | مواقع بلوغ الذروة | مواقع بلوغ الذروة | مواقع بلوغ الذروة | مواقع بلوغ الذروة | مواقع بلوغ الذروة | مواقع بلوغ الذروة | مواقع بلوغ الذروة | الشهادات | المبيعات  |
| العنوان                                      | تفاصيل عن الألبوم                                     | [ 2 ]             | [ 3 ]             | [ 4 ]             | [ 5 ]             | [ 6 ]             | [ 2 ]             | [ 7 ]             | [ 8 ]             | [ 9 ]             | [ 10 ]            | الشهادات | المبيعات  |
| -------------------------------------------- | ----------------------------------------------------- | ----------------- | ----------------- | ----------------- | ----------------- | ----------------- | ----------------- | ----------------- | ----------------- | ----------------- | ----------------- | -------- | --------- |
| لا تنس                                       | - الإصدار: 23 سبمتبر 2008 - الصيغة: سي دي، تحميل رقمي | 2                 | —                 | —                 | 9                 | 84                | 77                | 34                | —                 | 13                | 192               | : ذهبية  | : 534,000 |
| نحن نعيد الكرة مجددا                         | - الإصدار: 21 يوليو 2009 - الصيغة: سي دي، تحميل رقمي  | 1                 | 40                | 88                | 5                 | —                 | 96                | 10                | —                 | 35                | 199               | : ذهبية  | : 496,000 |
| غير منقطع                                    | - الإصدار: 20 سبتمر 2011 - الصيغة: سي دي، تحميل رقمي  | 4                 | 20                | 25                | 4                 | 44                | 22                | 3                 | 46                | 24                | 25                | : ذهبية  | : 492,000 |
| ديمي                                         | - الإصدار: 10 مايو 2013 - الصيغة: سي دي، تحميل رقمي   | 3                 | 14                | 19                | 1                 | 5                 | 4                 | 7                 | 7                 | 3                 | 10                | : ذهبية  | : 426,000 |
| واثق                                         | - الإصدار: 16 أكتوبر 2015 - الصيغة: سي دي، تحميل رقمي | 2                 | 3                 | 3                 | 1                 | 3                 | 7                 | 2                 | 2                 | 4                 | 6                 | : ذهبية  | : 211,000 |
| "—" معلومات غير متوفرة بالنسبة لهذه المنطقة. |                                                       |                   |                   |                   |                   |                   |                   |                   |                   |                   |                   |          |           |

### الألبومات الحية
| العنوان             | تفاصيل الألبوم                                                                 |
| ------------------- | ------------------------------------------------------------------------------ |
| ألبوم وول مارت الحي | - الإصدار: 10 نوفمبر 2009 - التسجيل: هوليوود ركوردز - الصيغة:سي دي، تحميل رقمي |

### الأسطوانات المطولة
| العنوان                    | تفاصيل الأسطوانة                                                                                 |
| -------------------------- | ------------------------------------------------------------------------------------------------ |
| آي تيونز مباشرة من لندن    | - الإصدار: 17 مايو 2009 - التسجيل: هوليوود ركوردز - الصيغة:تحميل رقمي                            |
| سبوتيفاي مباشرة من نيويورك | - الإصدار: 8 يونيو 2016 - التسجيل: هوليوود ركوردز، آيلاند ركوردز، سيفهاوس ركوردز - الصيغة: بث حي |

## الأغاني

### الأغاني الفردية
| العنوان                                      | السنة | مواقع الرسوم البيانية | مواقع الرسوم البيانية | مواقع الرسوم البيانية | مواقع الرسوم البيانية | مواقع الرسوم البيانية | مواقع الرسوم البيانية | مواقع الرسوم البيانية | مواقع الرسوم البيانية | مواقع الرسوم البيانية | مواقع الرسوم البيانية | الشهادات                                                                                 | الألبوم                      |
| العنوان                                      | السنة | [ 21 ]                | [ 3 ]                 | [ 22 ]                | [ 23 ]                | [ 6 ]                 | [ 24 ]                | [ 7 ]                 | [ 8 ]                 | [ 25 ]                | [ 26 ]                | الشهادات                                                                                 | الألبوم                      |
| -------------------------------------------- | ----- | --------------------- | --------------------- | --------------------- | --------------------- | --------------------- | --------------------- | --------------------- | --------------------- | --------------------- | --------------------- | ---------------------------------------------------------------------------------------- | ---------------------------- |
| هذه أنا (بمشاركة جو جوناس)                   | 2008  | 9                     | 46                    | 16                    | —                     | 27                    | 25                    | —                     | 68                    | —                     | 33                    |                                                                                          | كامب روك                     |
| ارجع                                         | 2008  | 43                    | —                     | 93                    | —                     | —                     | —                     | —                     | —                     | —                     | —                     |                                                                                          | لا تنس                       |
| لا لا لاند                                   | 2009  | 52                    | 76                    | —                     | —                     | 30                    | —                     | —                     | 18                    | —                     | 35                    |                                                                                          | لا تنس                       |
| لا تنس                                       | 2009  | 41                    | —                     | 76                    | —                     | —                     | —                     | —                     | —                     | —                     | —                     |                                                                                          | لا تنس                       |
| نحن نعيد الكرة مجددا                         | 2009  | 15                    | —                     | 61                    | —                     | —                     | —                     | 38                    | —                     | —                     | —                     | : بلاتينيوم                                                                              | نحن نعيد الكرة مجددا         |
| تذكر ديسمبر                                  | 2010  | —                     | —                     | —                     | —                     | —                     | —                     | —                     | 70                    | —                     | 80                    |                                                                                          | نحن نعيد الكرة مجددا         |
| لا نود تغيير أي شيء (بمشاركة جو جوناس)       | 2010  | —                     | —                     | 90                    | —                     | —                     | —                     | —                     | 57                    | —                     | 71                    |                                                                                          | صخرة المخيم 2: الحفل الختامي |
| ناطحة سحاب                                   | 2011  | 10                    | 45                    | 18                    | —                     | 15                    | —                     | 9                     | 6                     | —                     | 7                     | : بلاتينيوم : بلاتينيوم : ذهبية : فضية                                                   | غير منقطع                    |
| اعط لقلبك استراحة                            | 2012  | 16                    | —                     | 19                    | 162                   | —                     | —                     | 9                     | —                     | —                     | 194                   | : بلاتينيوم× 3 : ذهبية : ذهبية                                                           | غير منقطع                    |
| نوبة قلبية                                   | 2013  | 10                    | 41                    | 7                     | 69                    | 3                     | 25                    | 9                     | 3                     | 52                    | 3                     | : بلاتينيوم× 2 : ذهبية : فضية : بلاتينيوم : بلاتينيوم : ذهبية : بلاتينيوم× 2 : بلاتينيوم | ديمي                         |
| صنع في الولايات المتحدة                      | 2013  | 80                    | —                     | —                     | —                     | 50                    | 100                   | —                     | 61                    | —                     | 89                    |                                                                                          | ديمي                         |
| هيا بنا                                      | 2013  | 38                    | 25                    | 31                    | 131                   | 34                    | 15                    | 13                    | 32                    | 25                    | 42                    | : بلاتينيوم× 2 : بلاتينيوم : فضية : بلاتينيوم : ذهبية : بلاتينيوم : بلاتينيوم            | مجمد                         |
| أضواء النيون                                 | 2013  | 36                    | —                     | 40                    | —                     | 67                    | —                     | 12                    | 9                     | —                     | 15                    | : بلاتينيوم : ذهبية                                                                      | ديمي                         |
| حقا لا تهتم (بمشاركة شير لويد)               | 2014  | 26                    | 81                    | 24                    | —                     | 82                    | —                     | 36                    | 50                    | —                     | 92                    | : بلاتينيوم                                                                              | ديمي                         |
| اهدأ من أجل الصيف                            | 2015  | 11                    | 20                    | 14                    | 64                    | 18                    | 52                    | 9                     | 3                     | 63                    | 7                     | : بلاتينيوم× 2 : بلاتينيوم : بلاتينيوم : ذهبية : بلاتينيوم : بلاتينيوم : ذهبية           | واثق                         |
| واثق                                         | 2015  | 21                    | 35                    | 26                    | 104                   | 61                    | 84                    | 27                    | 27                    | 67                    | 65                    | : بلاتينيوم : بلاتينيوم                                                                  | واثق                         |
| الصخر البارد                                 | 2016  | —                     | —                     | 79                    | —                     | —                     | —                     | —                     | —                     | —                     | —                     | : ذهبية                                                                                  | واثق                         |
| الجسم يتكلم                                  | 2016  | 84                    | —                     | 59                    | 135                   | —                     | —                     | —                     | —                     | 71                    | 188                   |                                                                                          | لا ألبوم للأغنية             |
| "—" معلومات غير متوفرة بالنسبة لهذه المنطقة. |       |                       |                       |                       |                       |                       |                       |                       |                       |                       |                       |                                                                                          |                              |

### الأغاني المشتركة
| العنوان                                              | السنة | مواقع الرسوم البيانية | مواقع الرسوم البيانية | مواقع الرسوم البيانية | مواقع الرسوم البيانية | مواقع الرسوم البيانية | مواقع الرسوم البيانية | مواقع الرسوم البيانية | مواقع الرسوم البيانية | مواقع الرسوم البيانية | مواقع الرسوم البيانية | الشهادات                                        | الألبوم          |
| العنوان                                              | السنة | [ 42 ]                | [ 3 ]                 | [ 22 ]                | [ 43 ]                | [ 44 ]                | [ 6 ]                 | [ 2 ]                 | [ 7 ]                 | [ 8 ]                 | [ 45 ]                | الشهادات                                        | الألبوم          |
| ---------------------------------------------------- | ----- | --------------------- | --------------------- | --------------------- | --------------------- | --------------------- | --------------------- | --------------------- | --------------------- | --------------------- | --------------------- | ----------------------------------------------- | ---------------- |
| وي روك (مشاركة في أغنية فيلم كامب روك)               | 2008  | 33                    | —                     | —                     | —                     | —                     | —                     | —                     | —                     | —                     | 97                    |                                                 | كامب روك         |
| سنصبح حلما (وي ذا كينكز بمشاركة ديمي لوفاتو)         | 2010  | 76                    | —                     | —                     | —                     | —                     | —                     | —                     | —                     | —                     | —                     |                                                 | ولد مبتسم        |
| شخص ما إليك (ذا فامبس بمشاركة ديمي لوفاتو)           | 2014  | —                     | 14                    | 68                    | 143                   | —                     | 10                    | —                     | 17                    | 1                     | 4                     | : ذهبية : بلاتينيوم : ذهبية : ذهبية : فضية      | ميت ذا فامبس     |
| ارتفع (أولي مورس بمشاركة ديمي لوفاتو)                | 2014  | —                     | 14                    | —                     | —                     | 17                    | 3                     | 15                    | 9                     | 3                     | 4                     | : بلاتينيوم : بلاتينيوم : بلاتينيوم : بلاتينيوم | نيفر بين بيتر    |
| إيريسيستبل (رميكس) (فال آوت بوي بمشاركة ديمي لوفاتو) | 2015  | 48                    | —                     | 82                    | —                     | —                     | —                     | —                     | —                     | —                     | 70                    | : بلاتينيوم                                     | لا ألبوم للأغنية |
| بدون حرب (براد بيسلي بمشاركة ديمي لوفاتو)            | 2016  | —                     | —                     | —                     | —                     | —                     | —                     | —                     | —                     | —                     | —                     |                                                 | لم يحدد بعد      |
| "—" معلومات غير متوفرة بالنسبة لهذه المنطقة.         |       |                       |                       |                       |                       |                       |                       |                       |                       |                       |                       |                                                 |                  |

### الأغاني الترويجية
| إنقلني                                        | 2004 | —     | —   | لا ألبوم للأغنية          |
| كيف تعرف ذلك                                  | 2008 | —     | —   | ديزنيمانيا 6              |
| أرسلها في (لفيلم أصدقاء ديزني من أجل التغيير) | 2009 | 20    |     | لا ألبوم للأغنية          |
| إمسكني                                        | 2009 | 89    | —   | نحن نعيد الكرة مجددا      |
| إرتداد (مع جوناس برذرز بمشاركة بيغ روب)       | 2009 | —     | —   | لا ألبوم للأغنية          |
| هدية لصديق                                    | 2009 | —     | —   | تينكر بيل والكنز الأخير   |
| إصنع موجة (مع جو جوناس)                       | 2010 | 84    | —   | لا ألبوم للأغنية          |
| لا ترجع للوراء                                | 2010 | —     | 178 | كامب روك 2: الحفل الختامي |
| إنها هناك (لشخصية كامب روك 2)                 | 2010 | —     | —   | كامب روك 2: الحفل الختامي |
| أنا، نفسي والوقت                              | 2010 | [ ا ] | —   | صوني مع فرصة              |
| أنا أكرهك، لا تغادرني                         | 2014 | —     | —   | ديمي                      |
| "—" معلومات غير متوفرة بالنسبة لهذه المنطقة.  |      |       |     |                           |

## فيديوغرافيا

### كفنان رئيسي
| العنوان                 | السنة | المخرج                  | ملاحظات                                   |
| ----------------------- | ----- | ----------------------- | ----------------------------------------- |
| ارجع                    | 2008  | فيليب أندلمان           |                                           |
| لا لا باند              | 2008  | برندان مالويز تيم ويلير |                                           |
| لو كي سوي               | 2009  | بدون                    |                                           |
| لا تنس                  | 2009  | روبيرت هالس             |                                           |
| واحد من المجموعة        | 2009  | بدون                    | مع سيلينا غوميز                           |
| ارتداد                  | 2009  | جي بي دي للإنتاج        | مع جوناس برذرز بمشاركة "بيغ روب".         |
| نحن نعيد الكرة مجددا    | 2009  | برندان مالويز تيم ويلير |                                           |
| أرسلها في               | 2009  | بدون                    | مع سيلينا غوميز، جوناس برذرز ومايلي سايرس |
| هدية لصديق              | 2009  | بدون                    |                                           |
| تذكر ديسمبر             | 2009  | تيم ويلير               |                                           |
| إصنع موجة               | 2010  | بدون                    | مع جو جوناس                               |
| إنها هناك               | 2010  | براندون ديكرسون         | مع فريق معسكر الروك 2: الحفل الختامي      |
| ناطحة سحاب              | 2011  | مارك بيلينتون           |                                           |
| اعط لقلبك استراحة       | 2012  | جاستين فرانسيس          |                                           |
| نوبة قلبية              | 2013  | كريس أبليبوم            |                                           |
| صنع في الولايات المتحدة | 2013  | ريان بالوتا ديمي لوفاتو |                                           |
| هيا بنا                 | 2013  | ديكلان وايتبلوم         |                                           |
| أضواء النيون            | 2013  | ريان بالوتا             |                                           |
| في القضية               | 2014  | ميشيل سارنر             |                                           |
| حقا لا تهتم             | 2014  | ريان بالوتا             | بمشاركة شير لويد                          |
| "عندليب                 | 2014  | بلاك كوفي               |                                           |
| اهدأ من أجل الصيف       | 2015  | هانا لوكس دافيس         |                                           |
| واثق                    | 2015  | روبرت رودريغيز          |                                           |
| في انتظارك              | 2015  | بلاك كوفي               | بمشاركة "سيراه"                           |
| الصخر البارد            | 2016  | باتريك إكليسين          |                                           |

### كفنان مشترك
| العنوان     | السنة | مالك الأغنية | المخرج              |
| ----------- | ----- | ------------ | ------------------- |
| سنصبح حلما  | 2010  | وي ذا كينكز  | راؤول فيرنانديز     |
| شخص ما إليك | 2014  | ذا فامبس     | إميل نافا           |
| ارتفع       | 2014  | أولي مورس    | بن تورنر غابي تورنر |
| إيريسيستبل  | 2016  | فال آوت بوي  | واين هشام           |
| بدون حرب    | 2016  | براد بيسلي   | جيف فينابل          |